# نفرتاری (دودمان هجدهم)
| nfr | t · D21 · Z4 | M17 |

| nfr | t · D21 · Z4 | M17 |

نفرتاری (به انگلیسی: Nefertari) ملکه‌ای در مصر باستان در دوران حکمرانی دودمان هجدهم مصر بود. وی همسر بزرگ سلطنتی فرعون تحوتموس چهارم بود.
خاستگاه او ناشناخته است، به احتمال زیاد او یک زن عامی بوده است. در چندین تصویر او و ملکه مادر تی‌عا به عنوان الهه‌هایی که تحوتموس چهارم را همراهی می‌کنند به تصویر کشیده شده‌اند. به دلایل نامعلومی، در سال هفتم سلطنت تحوتموس چهارم، نفرتاری با خواهر تحوتموس به نام  یعرت به عنوان همسر بزرگ سلطنتی جایگزین شد. گفته شده است که او یا مرده است یا زمانی که یعرت به اندازه کافی بالغ شده بود تا همسر توتموس شود، او را به عقب رانده شد.
نفرتاری بر روی ۸ سنگ یادبود از جیزه همراه با همسرش قبل از خدایان مختلف به تصویر کشیده شده است. او همچنین بر روی یک سنگ یادبود که در معبد اقصر پیدا شده بود، نشان داده شد و بر روی یک اسکراب یافت شده در شهر قدیمی غراب ذکر شد. معلوم نیست که آیا فرزندانی از نفرتاری یا یعرت به دنیا آمده‌اند. پس از مرگ تحوتموس چهارم، فرعون بعدی آمنهوتپ سوم پسر یک همسر ثانویه به نام موت‌ام‌ویا بود که به سلطنت رسید.